# Mother Russia
Mother Russia (Майка Русия) е единственият студиен албум на Николай. Групата се състоеше от двама души, бившият вокалист групи Горки Парк Николай Носков и китара виртуоз Дмитрий Четвергов. Издаден е от лейбъла PolyGram и включва 13 песни. Много от песните наподобяват песни на групата Горки Парк. Албумът е записан в Германия. Някои от песните („Mother Russia“, „Miracle“, „Romans“, „Wintry Eveing“) в албума са били наречен на руски език („На Руси“, „Доброй ночи“, „Романс“ и „Зимняя ночь“).

## Песни от албума
1. Best of Best – 4:20
2. Hope Dies Last – 5:20
3. Power of Beauty – 4:51
4. High of Love – 4:05
5. Mother Russia – 5:03
6. Romans – 4:15
7. Reckless – 3:45
8. Mercy – 5:08
9. Limit of Love – 3:50
10. Hold the Line – 3:58
11. Dark Horse – 3:15
12. Miracle – 4:48
13. Wintry Evening – 3:20